# Агнес фон Валдек-Вилдунген
Агнес фон Валдек-Вилдунген (на немски: Agnes von Waldeck-Wildungen; * 1 март 1618; † 29 ноември 1651 в замък Емихсбург при Бокенхайм) е графиня от Валдек-Вилдунген и чрез женитба графиня на Лайнинген-Дагсбург-Емихсбург.

## Произход
Дъщеря е на граф Кристиан фон Валдек-Вилдунген (1585 – 1637) и съпругата му графиня Елизабет фон Насау-Зиген (1584 – 1661), дъщеря на граф Йохан VII фон Насау-Зиген (1561 – 1623) и първата му съпруга Магдалена фон Валдек-Вилдунген (1558 – 1599).
Агнес фон Валдек-Вилдунген умира на 29 ноември 1651 г. на 33 години в замък Емихсбург в Райнланд-Пфалц.

## Фамилия
Агнес фон Валдек-Вилдунген се омъжва на 5 февруари 1651 г. във Валдек за граф Йохан Филип III фон Лайнинген-Дагсбург-Емихсбург (1622 – 1666), син на граф Йохан Филип II фон Лайнинген-Дагсбург-Харденбург (1588 – 1643) и графиня Елизабет фон Лайнинген-Дагсбург-Фалкенбург (1586 – 1623). Сестра ѝ Сибила (1619 – 1678) е омъжена от 1644 г. за по-големия му брат граф Фридрих Емих фон Лайнинген-Дагсбург-Харденбург (1621 – 1698). Те имат една дъщеря:
- Маргарета (* 1651)

Йохан Филип III се жени втори път 1658 г. за графиня Елизабет Шарлота фон Золмс-Зоненвалде (1621 – 1666).

## Галерия
- Герб на графовете на Валдек
- Ренесансовият портал на Емихсбург